# Ceyda Aslı Kılıçkıran
Ceyda Aslı Kılıçkıran (Esmirna, 16 de febrer de 1968) és una periodista, escriptora i directora de cinema turca que va rebre un premi per la seva pel·lícula Kilit ('Pany' en català), sobre la vida d'Afife Jale.També va escriure el llibre Yeni Çağın Eşiğinde ('Al llindar de la nova era' en català).